# Полушин, Антон Сергеевич
Анто́н Серге́евич Полу́шин (род. 13 февраля 1987, Кирово-Чепецк, Кировская область) — российский  хоккеист, выступавший за клубы главной хоккейной лиги Белоруссия.

## Биография
Родился 13 февраля 1987 года в Кирово-Чепецке. Воспитанник ДЮСШ местного хоккейного клуба «Олимпия» (первый тренер В. Н. Кардаков). В 2003 году был серебряным призёром международном турнире Магнитогорске с участием юниорских сборных России, США, Швейцарии и Словакии.
Игровую карьеру начал в сезоне 2004/2005 в команде первой лиги «Динамо-2» (Москва). До 2008 года играл в командах высшей и первой лиг чемпионата России (в ступинском «Капитане», ХК «Белгород», «Крыльях Советов», воронежском «Буране»).
В 2009—2011 годах выступал за команды Белорусской экстралиги — минский «Керамин» и ХК «Витебск».
После завершения игровой карьеры работает в Зеленограде, где в ДЮСШ тренирует команды «Орбита» (разных возрастов). Продолжает играть в любительской Объединённой московской хоккейной лиге.